# Pterochloris
Pterochloris  es un género monotípico de plantas herbáceas,  perteneciente a la familia de las poáceas. Su única especie: Pterochloris humbertiana (A. Camus) A.Camus, es originaria de Madagascar.
Algunos autores lo incluyen en el género Chloris.

## Etimología
El nombre del género se compone de la palabra griega ptero (ala) y Chloris (un género relacionado de la misma familia), presumiblemente en alusión al lema con alas distintivas. 

## Sinonimia
- Chloris humbertiana A.Camus[2]